# Naime Sultan
Naime Sultan, död 1945, var en osmansk prinsessa. Hon var dotter till Abd ül-Hamid II. 
I likhet med andra osmanska prinsessor efter tanzimatreformerna vid 1800-talets mitt fick hon en västerländsk bildning och lärde sig franska, måla och spela piano, och klädde sig i västerländsk mode under sin slöja. Hon närvarade när kejsarinnan Augusta av Tyskland besökte det kejserliga osmanska haremet 1898.  
Hon gifte sig 1898 med Mehmed Kemaleddin Pasha. Hon bröt traditionen vid sitt bröllop och bar en vit västerländsk brudklänning istället för en röd turkisk dräkt. Paret fick två barn. 1904 ertappades hennes make i otrohet med hennes kusin Hatice Sultan (1870–1938). Sultanen upplöste sin dotter Naime Sultans äktenskap och förvisade sin svärson till Bursa för äktenskapsbrott.
Hon gifte sig 1904 med İşkodralı Celaleddin Pasha. Äktenskapet var lyckligt och barnlöst. 1920 organiserade Ankara-regeringen två agentgrupper i Istanbul, Müdafaa-i Milliye Grubu (som organiserade Karakol- eller Teşkilatı-gruppen), och Felah. Prinsessorna Fehime Sultan och Naime Sultan var båda aktiva som agenter i dessa grupper och bedrev underrättelsetjänst mot Mehmed VI.
Det osmanska sultanatet avskaffades 1 november 1922 och det osmanska kalifatet i mars 1924, varefter alla medlemmar av den före detta osmanska dynastin förvisades från den nya republiken Turkiet. Hon och hennes make levde i Frankrike fram till den senares död 1940. Som änka bosatte hon sig i Albanien tillsammans med sin dotterdotter Nermin Sultan. Detta var mitt under andra världskriget, då Albanien befann sig under ockupation. Hon och hennes dotterdotter greps båda och placerades i ett fascistiskt interneringsläger, där Naime Sultan ska ha avlidit. 